# Andrea Fischbacher
Andrea Fischbacher (Schwarzach im Pongau, 14. listopada 1985.) je austrijska alpska skijašica.
Andrea ima tri pobjede u Svjetskome kupu i jednu brončanu medalju sa Svjetskoga prvenstva.

## Pobjede u Svjetskom skijaškom kupu
| Datum             | Mjesto    | Disciplina      |
| ----------------- | --------- | --------------- |
| 10. veljače 2008. | Sestriere | Superveleslalom |
| 28. veljače 2009. | Bansko    | Spust           |

## Vanjske poveznice
- Osobna stranica Andree Fischbacher
- Profil na SKI-DB